# Jack Spicer (poeta)
Jack Spicer (Los Angeles, 30 gennaio 1925 – San Francisco, 17 agosto 1965) è stato un poeta statunitense, spesso identificato con la San Francisco Renaissance. La raccolta di sue opere My Vocabulary Did This to Me: The Collected Poetry of Jack Spicer ha vinto l'American Book Awards per la poesia nel 2009. La traduzione italiana di After Lorca a cura di Andrea Franzoni ha vinto il premio giovane traduttore Benno Geiger 2018.

## Vita e opere
Nato a Los Angeles col nome John Lester Spicer, Jack era il maggiore dei due figli di Dorothy Clause e John Lovely Spicer, due midwesterners che si erano conosciuti e sposati a Hollywood, dove avevano un piccolo albergo.
Si diplomò alla Fairfax High School e dopo essere stato esentato, per ragioni di salute, dal servizio militare fece vari lavori tra cui l'investigatore privato e la comparsa a Hollywood.
Tra il 1943 e il 1945 frequentò l'University of Redlands, dove fece amicizia con il futuro segretario di stato Warren Christopher, e poi dal 1945 l'Università di California a Berkeley. Qui seguì le lezioni dello storico Ernst Kantorowicz e della poetessa Josephine Miles, si occupò di linguistica, studiò la lingua norrena, l'inglese antico e il tedesco. Compose anche poesie, attività iniziata fin da quando era quattordicenne, senza però ritenerle degne di pubblicazione.
È del 1949 il suo manifesto The Poet and Poetry in cui dichiarava: "Dobbiamo diventare cantanti, diventare animatori. [...] C'è più Orfeo in Sophie Tucker che in R. P. Blackmur, abbiamo più da imparare da George M. Cohan che da John Crowe Ransom".
Aveva ottenuto il Bachelor of Arts nel 1947 e conseguirà il Master of Arts nel 1950. In quell'anno, in pieno maccartismo, avrebbe dovuto giurare fedeltà agli Stati Uniti, essendo assistente universitario, ma il suo temperamento anarchico lo spinse a rifiutare questa imposizione. Dovette sospendere la sua carriera accademica e trasferirsi all'Università del Minnesota nel 1950. Ritornerà a Berkeley per conseguire il Doctor of Philosophy nel 1952.
Durante questo periodo scoprì poeti affini, ma fu attraverso il suo rapporto con Robert Duncan e Robin Blaser che Spicer forgiò un nuovo genere di poesia, e insieme fecero poi riferimento al loro lavoro comune, come alla Berkeley Renaissance.
I tre, che erano tutti gay, educarono i poeti più giovani nella loro cerchia sulla loro "queer genealogy" (genealogia omosessuale), Rimbaud, Lorca e altri scrittori gay. La poesia di Spicer di questo periodo è raccolta in One Night Stand and Other Poems (1980). Le sue Imaginary Elegies, poi incluse nell'antologia di Donald Allen The New American Poetry 1945-1960, furono scritte in questo periodo.
Nel 1954, partecipò alla fondazione della famosa Six Gallery reading che lanciò il movimento artistico beat della costa occidentale. Nel 1955, Spicer si trasferì a New York e poi a Boston, dove lavorò per un certo periodo nel Rare Books Department della Boston Public Library. Anche Blaser era a Boston in quel periodo e la coppia si mise in contatto con diversi poeti della città, tra cui John Wieners, Stephen Jonas e Joe Dunn.
Ritornò a San Francisco nel 1956 e iniziò a lavorare su After Lorca. Questo libro ha rappresentato un importante cambiamento di direzione per due motivi. In primo luogo, egli giunse alla conclusione che le poesie singole (che Spicer indicava come one night stands) erano insoddisfacenti e che da allora in poi avrebbe composto poesie seriali. In effetti scrisse a Blaser che "tutte le mie cose dal passato (tranne le Elegies e Troilus) mi sembrano orribili". In secondo luogo, scrivendo After Lorca, cominciò a praticare quella che lui chiamava "poetry as dictation" (poesia come dettatura). Il suo interesse per l'opera di Federico García Lorca, in particolare il Cante jondo, lo portò anche vicino alla poetica del gruppo deep image. Il Troilus a cui Spicer si riferiva era un'opera ancora non pubblicata: venne poi data alle stampe nel 2004, a cura di Aaron Kunin, nel numero 3 di No - A Journal of the Arts.
Nel 1957 Spicer tenne un workshop, intitolato Poetry as Magic, presso il San Francisco State College a cui parteciparono Robert Duncan, Helen Adam, James Broughton, Joe Dunn, Jack Gilbert e George Stanley. Prese parte anche, e a volte ospitò, incontri Blabbermouth Night (notte di chiacchiere) in un bar letterario chiamato The Place. Questi erano una specie di gare di poesia improvvisata e rispecchiavano il concetto di Spicer della poesia come se fosse dettata al poeta.
La concezione di Spicer sul ruolo del linguaggio nel processo di scrittura poetica è probabilmente il risultato della sua conoscenza della moderna linguistica pre-chomskiana e della sua esperienza come ricercatore di linguistica a Berkeley. Nelle leggendarie Vancouver lectures chiarì le sue idee sulle "transmissions" (dettati) dall'esterno, utilizzando la similitudine del poeta come radio a galena o apparecchio radio che riceve trasmissioni provenienti dallo spazio esterno, o trasmissioni "marziane". Anche se apparentemente inverosimile, la sua visione del linguaggio come "furniture" (mobili che arredano una stanza), attraverso il quale le trasmissioni trovano la loro strada, è fondato sulla linguistica strutturalista di Zellig Harris e Charles F. Hockett (le poesie del suo ultimo libro, Language, fanno riferimento a concetti linguistici come morfema e grafema). In quanto tale, Spicer è riconosciuto come un precursore e precoce ispiratore dei Language poets. Tuttavia, molti poeti odierni annoverano Spicer tra i discepoli degli studiosi citati.
Spicer morì a causa del suo alcolismo il 17 agosto 1965 al San Francisco General Hospital, dove era stato ricoverato il 31 luglio precedente.
Dopo la pubblicazione postuma di The Books Collected di Jack Spicer (pubblicato la prima volta nel 1975), la sua popolarità ed influenza è costantemente aumentata, interessando la poesia in tutti gli Stati Uniti, Canada ed Europa. Nel 1994 fu pubblicato The Tower of Babel: Jack Spicer's Detective Novel. In concomitanza con il rinnovato interesse per lo scrittore nel 1998 vennero pubblicati i due volumi: The House That Jack Built: The Collected Lectures of Jack Spicer, a cura di Peter Gizzi, e una biografia: Jack Spicer and the San Francisco Renaissance di Lewis Ellingham e Kevin Killian (Hanover, NH: Wesleyan University Press, 1998).